# Carlo Pellegrini
Carlo Pellegrini, művésznevén Ape (Nápoly, 1839. március 25. – London, 1889. január 22.) olasz festő, karikaturista.

## Származása, stílusa
Nemesi származású családban született: apja Pompeo Pellegrini capuai családból, anyja Maria Serafina, Francesca Luisa Raffaela Anna de' Medici az ottajanói hercegek közül, a Medici-családból származott. 1869 és 1889 között a Vanity Fair, a londoni elit magazin vezető karikaturistája volt. Az általa megalkotott „töltött portré” a magazin ismertetőjegyévé vált, és idővel angol intézménynek is számított.

## Első évei
Pellegrini a Collegio dei Barnabitiben, majd a Caserta melletti Sant'Antonio a Maddaloniban tanult. Fiatalon elkezdett karikatúrákat rajzolni a nápolyi társadalom tagjairól, stílusosan utalva Honoré Daumier és más korabeli francia és angol művészek portréira. Azt állította, hogy Giuseppe Garibaldi parancsnoksága alatt harcolt; akik azonban jól ismerték őt, azok tudták, hogy ezek csak fantáziálások voltak. 1864-ben úgy döntött, hogy egy sor személyes válság után elhagyja Olaszországot, beleértve nővére halálát, és Svájcon és Franciaországon keresztül Angliába utazott. Novemberben érkezett Londonba; később azt állította, hogy nagyon rossz állapotban, mert az utcán és kapualjakban aludt. Azonban még ezek a kijelentések is lehetnek fantáziálások, hogy a nyilvánosság előtt a Bohème művészeként mutassa be magát. Londonban összebarátkozott a walesi herceggel. 

## „Vanity Fair”-es évei
Arról nincs feljegyzés, hogy Pellegrini hogyan ismerkedett meg Thomas Gibson Bowlesszal, a Vanity Fair tulajdonosával, de hamarosan a magazin szerkesztőségében találta magát, és ő lett az első karikaturista. Először a „Singe” (=majom) francia álnévvel írta alá műveit, majd az ismertebb angol „Ape”-pel (=majom). Munkái a folyóiratban húsz évet fednek le 1869 januárjától 1889 áprilisáig. Benjamin Disraeli karikatúrája volt az első színes litográfia, amely a Vanity Fairben jelent meg, és nagy sikert aratott. Noha Sir Leslie Ward későbbi karikatúrái, amelyeket a Vanity Fair számára készített, még ma is ismertebbek, sok gyűjtő úgy ítéli meg, hogy „Ape” karikatúrái mind művészileg, mind technikailag kiválóbbak. Amellett, hogy karikatúrákat rajzolt a magazin számára, Pellegrini portréfestőként is megpróbált bemutatkozni, de ez a vállalkozása mérsékelt sikerrel járt. 1870-ben Londonban találkozott Edgar Degas-val, és egy à vous/Pellegrini dedikációval aláírt portréra festette. Cserébe Degas egy portrét festett róla, és hasonló módon írta alá.
Pellegrini a londoni Beefsteak Club tagja volt, és ott találkozott Whistlerrel, aki nagy hatással volt stílusára; Pellegrini is megpróbált portrékat festeni Whistler stílusában, de amint fentebb említettük, ez a vállalkozás mérsékelt sikerrel járt. 1874 és 1888 között a The Arts Club tagja is volt.
Sokat törődött a megjelenésével, például mindig fehér lábszárvédőt hordott a fényesre kefélt cipője fölött. Olyan hosszúra növesztette a körmeit, mint a kínai mandarinok, soha nem sétált, ha lovagolhatott, és gyakran mesélt mulatságos történeteket, vagy különcségekhez folyamodott. Tört angolsággal beszélt, homoszexualitását fitogtatta, ami akkoriban veszélyes volt, és gyakran tálalt fel makarónit az elegáns vacsorákon. Visszautasította a vidéki házakba szóló meghívásokat, mert félt a kényelmetlen ágyaktól, és az volt a szokása, hogy alvás közben is szivart tartott a szájában.
Carlo Pellegrini tüdőbetegségben halt meg otthonában, a Mortimer Street 53. szám alatt, a londoni Cavendish Square-en. A londoni Szűz Mária római katolikus temetőben nyugszik.

## Képek tőle

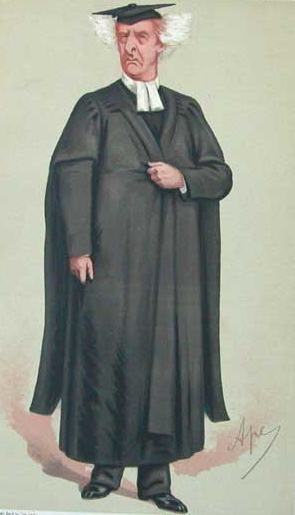
Henry Liddell
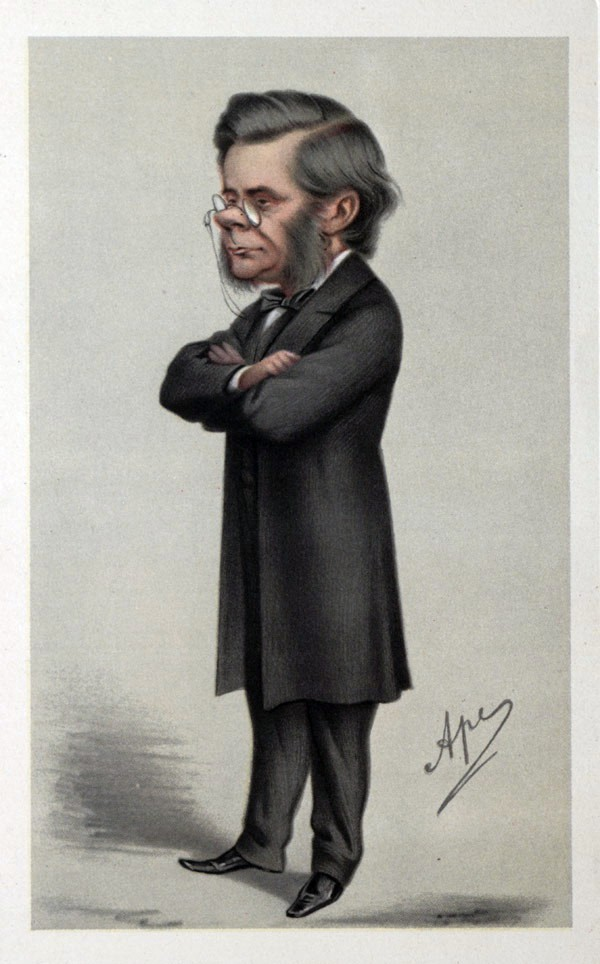
Thomas Henry Huxley
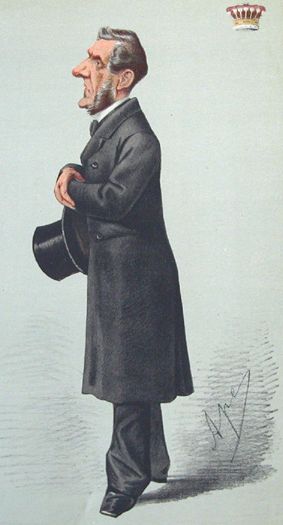
Anthony Ashley-Cooper, Lord Shaftesbury
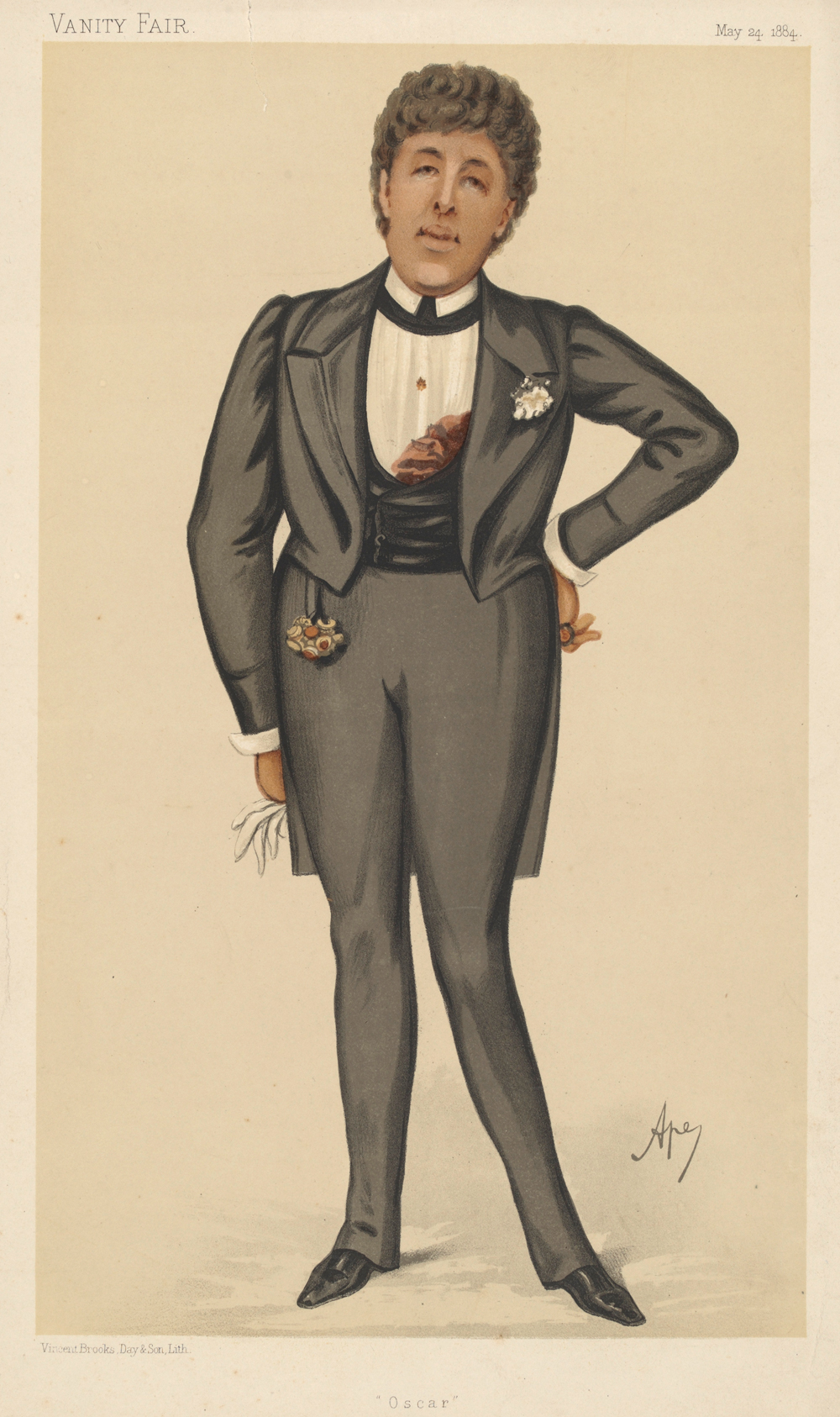
Oscar Wilde

## Képek róla

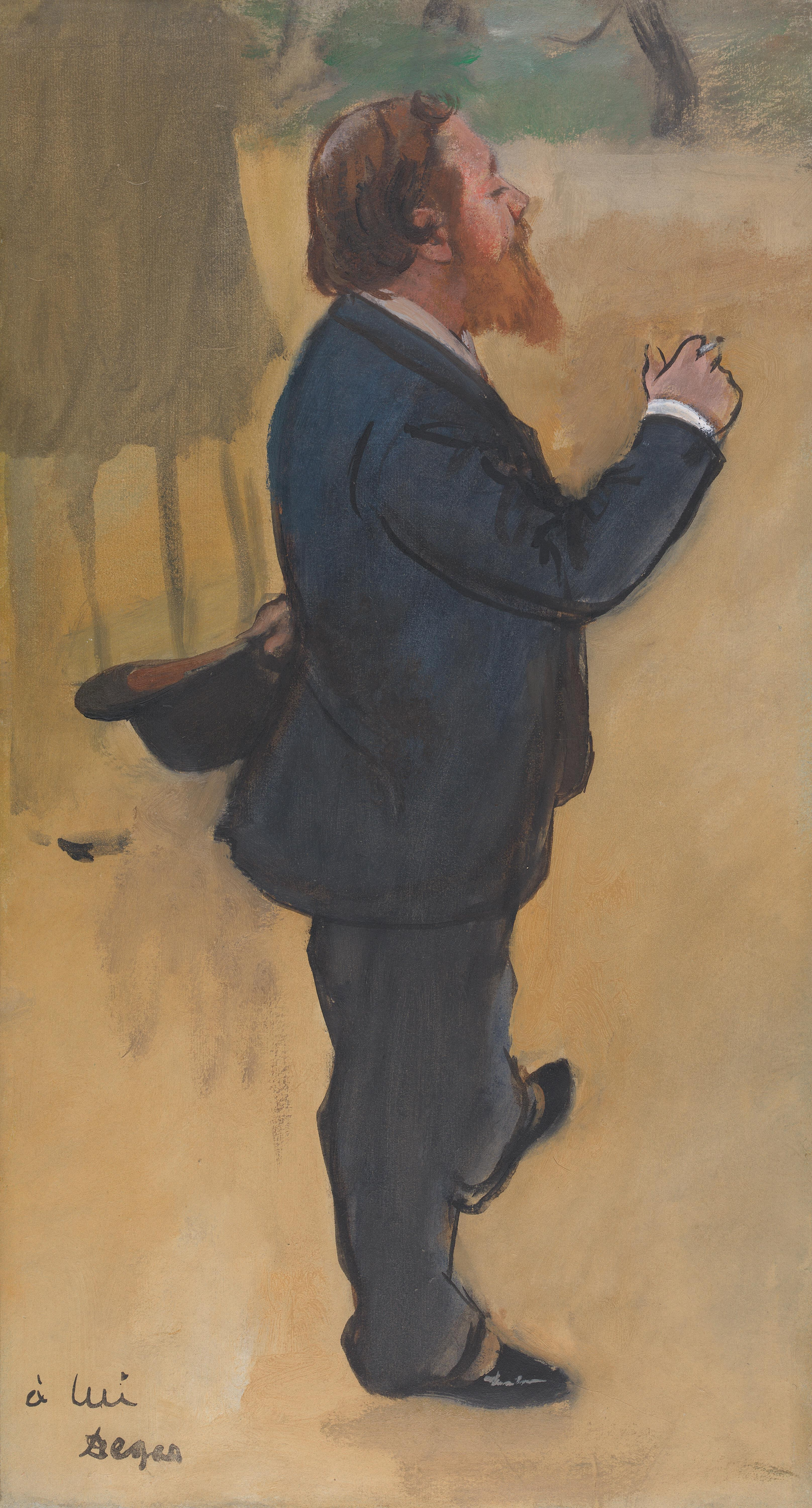
Pellegrini Edgar Degas képén
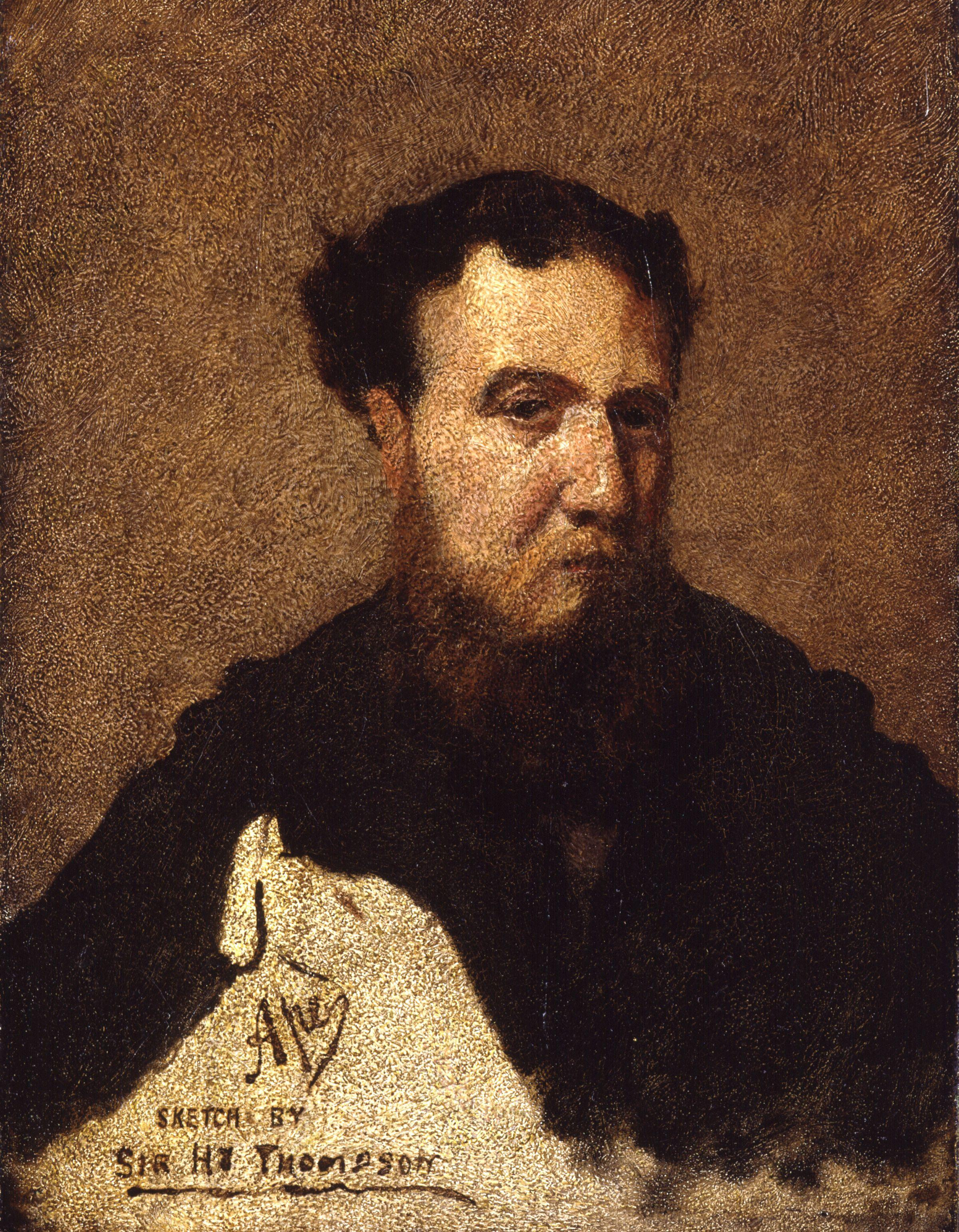
Pellegrini Sir Henry Thompson karikatúráján
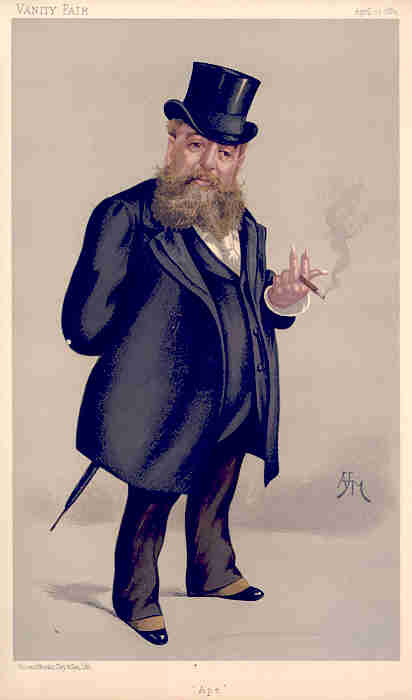
Pellegrini Arthur H. Marks rajzán

## Fordítás
Ez a szócikk részben vagy egészben  a   Carlo Pellegrini (caricaturista) című olasz Wikipédia-szócikk ezen változatának fordításán alapul.  Az eredeti cikk szerkesztőit annak laptörténete sorolja fel. Ez a jelzés csupán a megfogalmazás eredetét és a szerzői jogokat jelzi, nem szolgál a cikkben szereplő információk forrásmegjelöléseként.